# Pasipha
Pasipha ist eine südamerikanische Gattung der Landplanarien.

## Merkmale
Arten der Gattung Pasipha haben einen schlanken, abgeflachten Körper, der bei der Fortbewegung parallele Seitenränder aufweist. Dem Kopulationsorgan fehlt ein permanenter Penis, stattdessen ist ein langes, gefaltetes Atrium genitale vorhanden. Die Prostatavesikel liegen außerhalb der das Fortpflanzungsorgan ummantelnden Muskulatur und ist in zwei Teile unterteilt. Der weibliche Fortpflanzungskanal ist bauchseitig mit der Geschlechtshöhle verbunden.

## Arten
28 Arten werden der Gattung Pasipha zugeordnet:
- Pasipha albicaudata Amaral & Leal-Zanchet, 2018[2]
- Pasipha astraea (Marcus, 1951)
- Pasipha atla Negrete & Brusa, 2016[3]
- Pasipha backesi Leal-Zanchet, Rossi & Seitenfus, 2012
- Pasipha brevilineata Leal-Zanchet, Rossi & Alvarenga, 2012
- Pasipha caeruleonigra (Riester, 1938)
- Pasipha cafusa (Froehlich, 1956)
- Pasipha carajaensis Amaral & Leal-Zanchet, 2019[4]
- Pasipha chimbeva (E.M. Froehlich, 1955)
- Pasipha ferrariaphila Leal-Zanchet & Marques, 2018[5]
- Pasipha hauseri (Froehlich, 1959)
- Pasipha johnsoni Negrete & Brusa, 2016[3]
- Pasipha mbya Negrete & Brusa, 2016[3]
- Pasipha mesoxantha Amaral & Leal-Zanchet, 2016[6]
- Pasipha oliverioi (Froehlich, 1955)
- Pasipha pasipha (Marcus, 1951)
- Pasipha paucilineata Amaral & Leal-Zanchet, 2018[2]
- Pasipha penhana (Riester, 1938)
- Pasipha pinima (E.M. Froehlich, 1955)
- Pasipha plana (Schirch, 1929)
- Pasipha quirogai Negrete & Brusa, 2017[7]
- Pasipha rosea (E.M. Froehlich, 1955)
- Pasipha splendida (von Graff, 1899)
- Pasipha tapetilla (Marcus, 1951)
- Pasipha turvensis Amaral & Leal-Zanchet, 2016[6]
- Pasipha tutameia Amaral & Leal-Zanchet, 2019[4]
- Pasipha variistriata Amaral & Leal-Zanchet, 2018[2]
- Pasipha velutina (Riester, 1938)

Zudem wird bei folgenden Arten, die in der Vergangenheit Pasipha zugeordnet waren, der Status incertae sedis angesehen:
- Pasipha aphalla (Hyman, 1941)
- Pasipha diminutiva (Hyman, 1955)
- Pasipha ercilla (E.M. Froehlich, 1978)
- Pasipha chilensis (von Graff, 1899)
- Pasipha velina (E.M. Froehlich, 1955)
- Pasipha weyrauchi (Du Bois-Reymond Marcus, 1951)